# 航空機用救命無線機

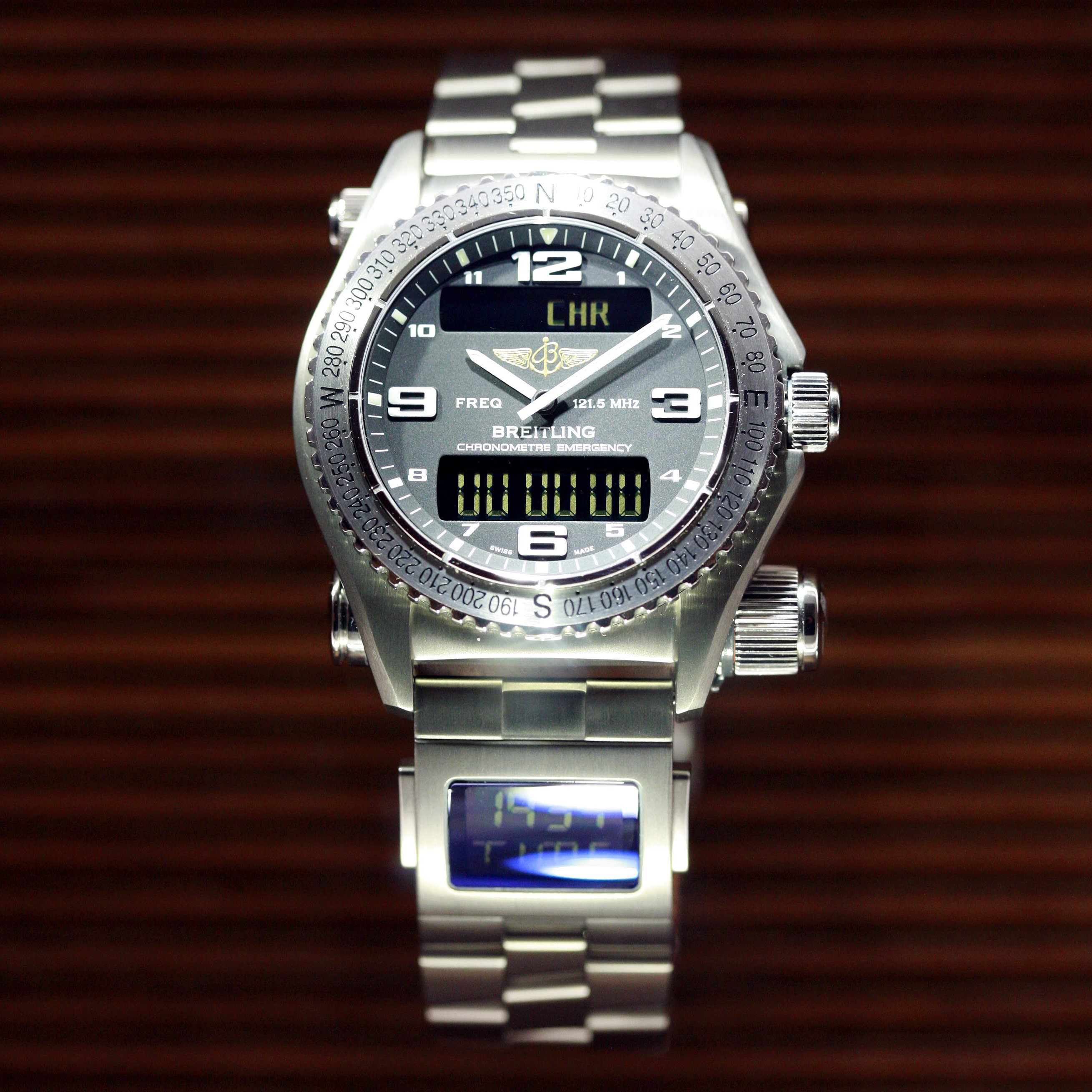
ブライトリングのエマージェンシー

航空機用救命無線機（英: Emergency Locator Transmitter 、略称:ELT）とは、航空機が事故に遭った場合、その遭難地点を探知させるため遭難信号を送信する無線設備である。航空機の遭難では無線での通信設定ができない突発的な事例が多いため用いられる。
墜落の衝撃を感知して自動的に遭難信号を発射する自動型、水中に投げ込むことで浮上自立し遭難信号を発射する水上型、手動でスイッチを入れることにより遭難信号を発射する手動型がある。飛行計画通りに位置通報が為されない場合に、最後の通報地点を中心に捜索が行なわれるが、同時に発射された電波を海上保安庁が参画する国際コスパス・サーサット・プログラムのシステムで受信し捜索する。
従来の航空機用救命無線機は、航空緊急用の周波数121.5MHz及び捜索救難用の周波数243MHzの電波を使用するものであったが、発射の95％が誤発射であった。このため発信機の種類、登録国の番号、IDなどが入力される406MHzに移行され、コスパス・サーサット衛星システムによる121.5MHzの処理は2009年1月31日をもって終了した。
同趣旨の船舶向けの製品は非常用位置指示無線標識装置である。
ブライトリングでは手動型航空機用救命無線機（121.5MHz）を組み込んだ時計「エマージェンシー」を販売していた。